# Peter van Dongen
Peter van Dongen (né le 21 octobre 1966 à Amsterdam) est un auteur de bande dessinée et illustrateur néerlandais. Il est surtout connu pour la série Rampokan dans laquelle il revisite la guerre d'indépendance indonésienne, que sa mère indonésienne a vécue. Dessinateur inspiré par la ligne claire, Van Dongen travaille également comme illustrateur publicitaire. En 2018-2019, il dessine avec Teun Berserik le diptyque La Vallée des Immortels, écrit par Yves Sente, nouvelle histoire de la série franco-belge classique Blake et Mortimer. Le premier tome, Menace sur Hong Kong, paraît le 16 novembre 2018 ; la suite, titrée Le Millième Bras du Mékong, paraît le 22 novembre 2019.

## Publications

### En néerlandais
- Muizentheater, Casterman, 1990.  (ISBN 9030384522)
- Rampokan, Oog & Blik :

1. Java, 1998.  (ISBN 9073221579)
2. Celebes, 2004.  (ISBN 9054920548)

- Drie dagen in Rio, Oog & Blik, 2013.  (ISBN 9789054924036)

### En français
- Rampokan (trad. Jean Delahaye), Vertige Graphic :

1. Java, 2003.  (ISBN 2908981610)
2. Célèbes, 2005.  (ISBN 290898198X)

- Blake et Mortimer tomes 25-26 : La Vallée des Immortels, Dargaud :

1. Menace sur Hong Kong, 2018, scénario Yves Sente.  (ISBN 9782870972441)
2. Le Millième Bras du Mékong, 2019, scénario Yves Sente.  (ISBN 9782870972816)

## Prix
En 2018, il reçoit, pour l'ensemble de son œuvre, le prix Stripschap.